# Arekmane
Arekmane (en àrab أركمان, Arkmān; en amazic ⴰⵕⴽⵎⴰⵏ) és una comuna rural de la província de Nador, a la regió de L'Oriental, al Marroc. Segons el cens de 2014 tenia una població total de 18.490 persones.